# Роберт I (герцог Бургундії)
Ро́берт I (фр. Robert I; 1011 — 21 березня 1076) — перший герцог Бургундський (1032—1076). Представник франкської династії Капетингів. Засновник Бургундського дому цієї династії. Син франкського короля Роберта II. Брат франкського короля Генріха І, чоловіка київської князівни Анни Ярославни. Дід бургундських герцогів Гуго I й Еда I, та поргутальського графа Генріха. Прізвисько — Стари́й (фр. le Vieux).

## Біографія

### Молоді роки
Походив з династії Капетінгів. Син Роберта II Побожного, короля Франції, та Констанції Арльської. У 1025 році після смерті старшого брата Гуго Магнуса Роберт разом з іншим братом Генріхом повстав проти батька. Вони захопили кілька замків, після чого помирилися з королем Робертом II.
У 1031 році помер батько, якому успадковував старший брат Роберта — Генріх I. Проте Роберт за підтримки матері повстав проти нього, претендуючи на трон. Але проти Роберта виступив Роберт I, герцог Нормандії. Тому принц Роберт не зміг закріпитися у Парижі. У підсумку в 1032 році Роберт замирився з королем Генріхом I. За умовами договору Роберт отримав Бургундське герцогство, натомість відмовився від зазіхань на трон.

### Герцог
З самого початку правління Роберт I стикнувся з протистоянням фактично незалежних графств — Шалонського, Маконського, Неверського, Осерського та Тоннерського — які не визнавали влади герцога. Тому спочатку Роберт I спробував приборкати Рено I, графа Осера. Це призвело до війни, що тривала до 1036 року. У 1033 році пошлюбив доньку сеньйора Семюра. У 1045 році розпочав війну з Вільгельмом I, новим графом Шалону, Невера і Осера.
У 1048 році під час сварки на бенкеті убив свого тестя Далмаса де Семюра та його сина Жосерана, що намагався заступитися за батька. Після цього розлучився з першою дружиною. Щоб отримати прощення, Роберт I був змушений здійснити прощу до Риму і заснувати монастир в Семюрі як покаяння. У 1050 році приєднав до своїх володінь Семюр-ен-Оксуа.
1057 року герцогське військо на чолі з сином Роберта I — Гуго вдерлося до графства Осер, сплюндрувавши місто Сен-Бріс. У 1058 році допоміг Тібо I, графу Блуа, стати графом Шампані. Того ж року здійснив похід на допомогу Рамона Баранґе I, графа Барселони.
У 1059 або 1060 році в одному з конфліктів загинув старший син і спадкоємець Гуго. Це змінило характер герцога, який став більш жорстоким. У відповідь герцог напав на герцогство Осер, а також Еженона, єпископа Отена. З цієї причини в 1063 році в Отені зібрався церковний собор за участю Жоффруа, архієпископа Ліона, Гуго, архієпископа Безансона, Ашарда, єпископа Шалон-сюр-Сон, Дрогона, єпископа Макона та Гуго, абата Клюні. На зустріч прибув і Роберт I. Завдяки посередництву абата Гуго, герцог пробачив смерть сина, що добре відбилося на політичному спокої в герцогстві.
Після смерті в 1072 або в 1074 році свого другого сина Генріха, Роберт I спробував заповідати герцогство своєму третьому синові, але онук, старший син Генріха, Гуго відстояв своє право на спадок.

## Сім'я
- Батько: Роберт II

1. Дружина — Гедвіга (бл. 1016—1109), донька Далмаса I Великого, сеньйора де Семюр-ен-Бріоне.
- - Гуго (1034—1059/1060)
  - Генріх (1035–бл.1074)
  - Роберт (1040—1113)
  - Симон (1045—1087)
  - Констанція (1046—1093), дружина Альфонсо VI, короля Кастилії і Леону

2. Дружина — Ірменгарда-Бланка (бл. 1018—1076) с 1048 года), донька Фулька III, графа Анжу
- - Ґільдегарда (1056—1104), дружина Вільгельма VIII, герцога Аквітанії